# Список высших учебных заведений Ленинградской области
В список высших учебных заведений Ленинградской области включены образовательные учреждения высшего и высшего профессионального образования, находящиеся на территории Ленинградской области и имеющие действующую лицензию на образовательную деятельность. Список вузов приведён в соответствии с данными сводного реестра лицензий, в список филиалов включены организации, участвовавшие в мониторинге Министерства образования и науки Российской Федерации 2016 года. По состоянию на 2 сентября 2016 года в Ленинградской области действующую лицензию имели 3 вуза и 14 филиалов.
Филиалы вузов, головные организации которых находятся в иных субъектах федерации, сгруппированы в отдельном списке. Порядок следования элементов списка — алфавитный.

## Список высших образовательных учреждений
| Название                                                         | Категория         | Статус    | Год основания | Месторасположение | Число студентов |
| ---------------------------------------------------------------- | ----------------- | --------- | ------------- | ----------------- | --------------- |
| Государственный институт экономики, финансов, права и технологий | государственный   | институт  | 1996          | Гатчина           | 2573            |
| Теологическая Семинария Евангелическо-Лютеранской Церкви         | негосударственный | семинария | 1997          | Новосаратовка     |                 |
| Теологический институт Евангелическо-лютеранской Церкви Ингрии   | негосударственный | институт  | 1995          | Колбино           |                 |

## Список филиалов высших образовательных учреждений
| Название | Категория         | Статус      | Год основания | Месторасположение | Месторасположение головной организации | Число студентов |
| --- | ----------------- | ----------- | ------------- | ----------------- | -------------------------------------- | --------------- |
| Бокситогорский институт (филиал Ленинградского государственного университета имени А. С. Пушкина)                                           | государственный   | институт    | 2000          | Бокситогорск      | Санкт-Петербург                        | 1812            |
| Волховский филиал Российского государственного педагогического университета имени А. И. Герцена                                             | государственный   | университет | 1997          | Волхов            | Санкт-Петербург                        | 410             |
| Выборгский филиал Российского государственного педагогического университета имени А. И. Герцена                                             | государственный   | университет | 2000          | Выборг            | Санкт-Петербург                        | 210             |
| Выборгский филиал Российской академии народного хозяйства и государственной службы при Президенте Российской Федерации                      | государственный   | академия    |               | Выборг            | Москва                                 | 678             |
| Ивангородский гуманитарно-технический институт (филиал Санкт-Петербургского государственного университета аэрокосмического приборостроения) | государственный   | институт    | 2000          | Ивангород         | Санкт-Петербург                        | 1145            |
| Институт ядерной энергетики (филиал Санкт-Петербургского политехнического университета Петра Великого)                                      | государственный   | университет | 1996          | Сосновый Бор      | Санкт-Петербург                        | 165             |
| Киришский филиал Санкт-Петербургского академического университета                                                                           | негосударственный | университет | 1998          | Кириши            | Санкт-Петербург                        | 253             |
| Лужский институт (филиал Ленинградского государственного университета имени А. С. Пушкина)                                                  | государственный   | университет | 2011          | Луга              | Санкт-Петербург                        | 951             |
| Сосновоборский филиал Российской академии народного хозяйства и государственной службы при Президенте Российской Федерации                  | государственный   | академия    | 1996          | Сосновый Бор      | Москва                                 |                 |
| Филиал в Бокситогорске Санкт-Петербургского института внешнеэкономических связей, экономики и права                                         | негосударственный | институт    | 1998          | Бокситогорск      | Санкт-Петербург                        | 164             |
| Филиал в Волхове Санкт-Петербургского института внешнеэкономических связей, экономики и права                                               | негосударственный | институт    | 1998          | Волхов            | Санкт-Петербург                        | 94              |
| Филиал во Всеволожске Российского государственного гуманитарного университета                                                               | государственный   | университет | 2000          | Всеволжск         | Москва                                 |                 |
| Филиал в Выборге Санкт-Петербургский государственный экономический университет                                                              | государственный   | университет | 1998          | Выборг            | Санкт-Петербург                        | 641             |
| Филиал в Гатчине Санкт-Петербургского института внешнеэкономических связей, экономики и права                                               | негосударственный | институт    | 1997          | Гатчина           | Санкт-Петербург                        | 210             |